# Теорема на Лиувил
Един от класическите резултати в комплексния анализ е теоремата на Лиувил, наречена на Жозеф Лиувил.
Теоремата на Лиувил гласи:
Функцията, която е аналитична и ограничена в цялата комплексна равнина, е константа.
С други думи всяка холоморфна функция f, за която съществува положително число M такова че |f(z)| ≤ M за всяко z в C, е константа.

## Забележки
- Теоремата на Лиувил се използва за кратко и елегантно доказателство на основната теорема на алгебрата.
- Твърдението на теоремата се усилва значително от малката теорема на Пикар, която твърди, че всяка цяла функция, сред стойности на която липсват поне две различни комплексни числа, е константна.
- На езика на римановите повърхнини, теоремата на Лиувил може да се обобщи по следния начин: Ако M е параболична риманова повърхнина (например комплексната равнина C), а N е хиперболична (например отворен кръг), то всяка холоморфна функция, изобразяваща M в N, е константа.

|  | Тази страница частично или изцяло представлява превод на страницата Liouville's theorem (complex analysis) в Уикипедия на английски. Оригиналният текст, както и този превод, са защитени от Лиценза „Криейтив Комънс – Признание – Споделяне на споделеното“, а за съдържание, създадено преди юни 2009 година – от Лиценза за свободна документация на ГНУ. Прегледайте историята на редакциите на оригиналната страница, както и на преводната страница, за да видите списъка на съавторите. ВАЖНО: Този шаблон се отнася единствено до авторските права върху съдържанието на статията. Добавянето му не отменя изискването да се посочват конкретни източници на твърденията, които да бъдат благонадеждни. |